# チュエカ

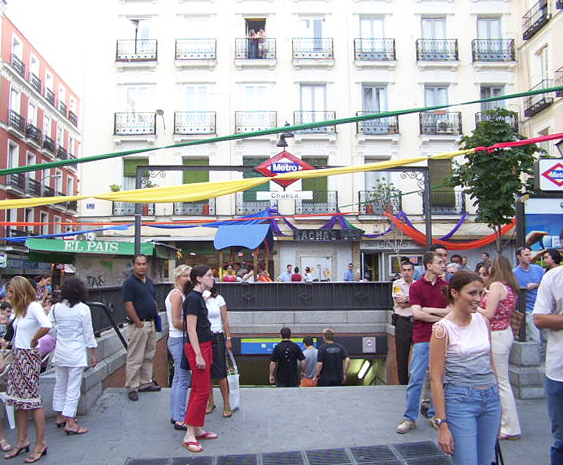
チュエカの地下鉄駅

チュエカ（スペイン語: Chueca）はスペイン・マドリード中心街に近い地域の名前。セントロ区の北側であるフスティシア地区に位置し、地下鉄チュエカ駅のあるチュエカ広場を中心に街が構成されている。作曲家フェデリコ・チュエカ (1846–1908) の名前に由来するチュエカは、非常に活気があり、ストリートにはカフェやブティックなどの店が多く並んでおり、旅行ガイドブックロンリープラネットは「過剰にゲイ（お気楽）で、若くて活気があり、性的指向を気にしなくても良い場所」と表現している。

## LGBT

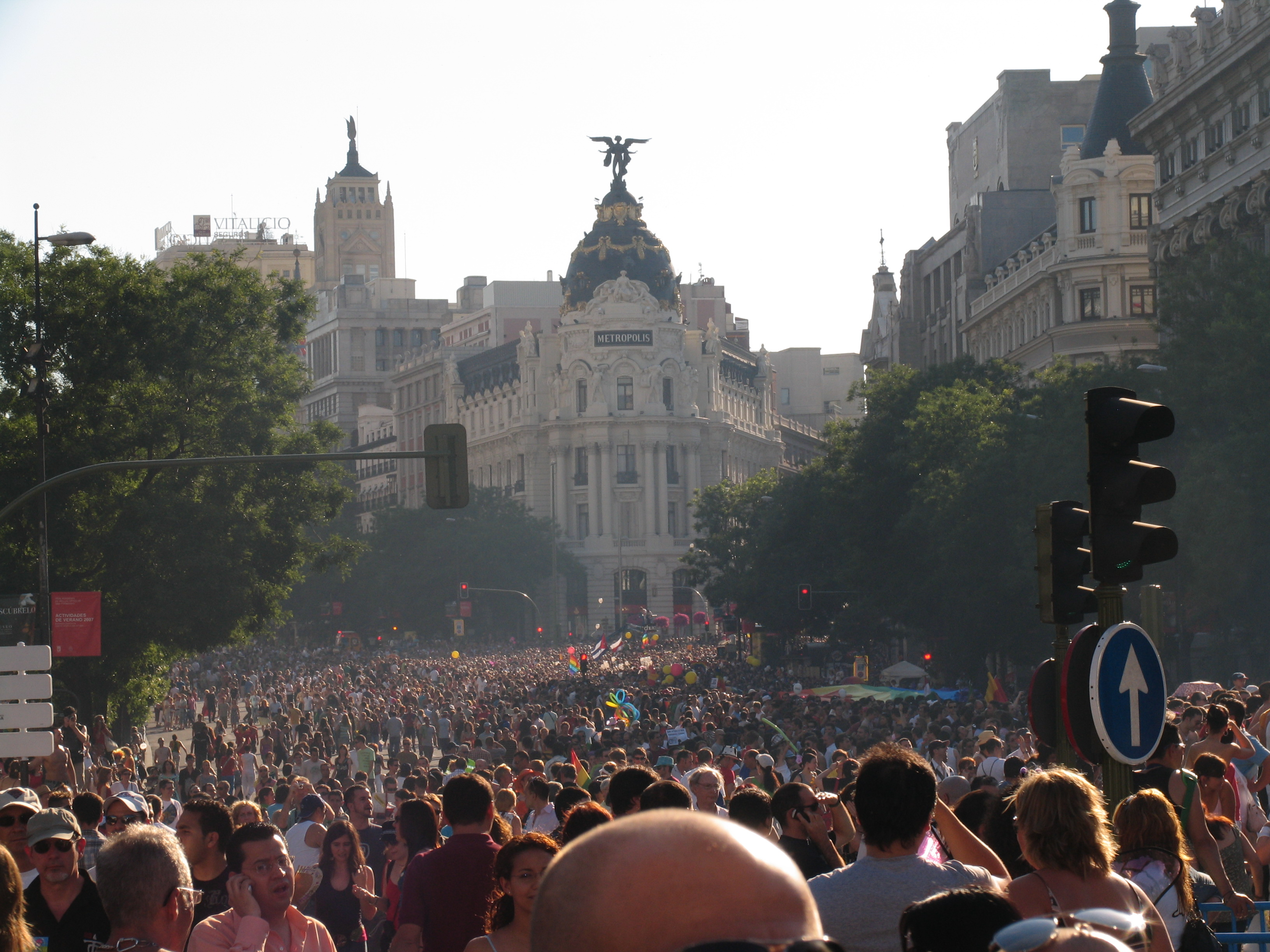
2007年に開催された「ユーロプライド」

マドリードのゲイ・コミュニティとしてよく知られた地域であり、多くのLGBTの人々やLGBTフレンドリーな店舗が立ち並んでいる。2007年に「ユーロプライド」のホストとなって以来、プライド・パレードは規模が大きくなり、現在では世界的にみても規模の大きなイベントとなっている。夏の入りの5日間に広場でフェスタが行われ、多くの屋外バーが出展し、毎年数千人規模の人出がある。2012年には30万人の外国人観光客がマドリードのLGBTフェスタに訪れている。